# Anc Marci
Anc Marci (Ancus Martius) fou el quart rei de Roma al segle vii aC. Va regnar uns 23 o 24 anys, vers el 642-617 aC (una altra cronologia dona 638-614 aC). Era fill d'una filla de Numa Pompili i va succeir Tul·li Hostili.

## Política militar
Anc Marci va reprendre l'expansió cap al sud, ocupant territoris dels llatins, començant per les ciutats de Ficana i Politorium, les quals havien envaït territori romà i no van acceptar negociar amb els fecials. Els supervivents d'aquestes terres conquerides van ser portats a Roma en condició d'esclaus. El lloc triat per als habitatges de treballadors va ser el turó de l'Aventí. Més complicada va ser la conquesta de Mullia perquè era una ciutat fortificada, però finalment ho va aconseguir i va transportar els seus habitants a Roma, instal·lant-los a la Vall de Múrcia, al peu de l'Aventí. Tots aquests deportats van passar amb el temps a ser ciutadans romans, però pertanyents al primer nucli de la plebs romana, anteriorment iniciat per Tul·li Hostili.

## Política urbanística
Durant el seu regne es van realitzar nombroses obres arquitectòniques, entre les quals destaca la construcció de la fortalesa del Janícul (Ianiculum) com a protecció contra els etruscs, unida a Roma per un pont al Tíber (el pont Sublici). Va incorporar dins la ciutat a més del Janícul, el turó del Celi. Se li atribueix també la fundació de la colònia d'Òstia a la boca del Tíber (a 16 milles de Roma), «perquè ja aleshores existia el pressentiment que les riqueses i els queviures de tot el món serien rebuts allà, a només un dia de distància, com si es tractés de l'escala marítima de Roma». Marci va fer construir després la via Ostiense, un camí fàcilment transitable entre el port d'Òstia i la ciutat de Roma. A Òstia també va organitzar un centre d'extracció de sal, en aquell temps un element indispensable per a la conservació d'aliments. També va manar construir una presó, ja que els delictes havien augmentat. Al riu Tíber, al seu pas per Roma, hi va fer una escala portuària anomenada Porto Tiberino.

## Política religiosa
Va restablir les cerimònies religioses que havien caigut en desús. El seu primer acte com a rei va consistir a ordenar al pontífex màxim que fes una còpia del llibre on Numa Pompili havia establert la forma d'obrar en els rituals i la donés a conèixer als ciutadans perquè tot es fes de manera correcta, sense ofendre els déus. Va definir els ritus que havien de seguir els fecial, els sacerdots que tractaven negociacions de pau o les prèvies a una declaració de guerra. Així s'asseguraven que la guerra declarada als enemics no desagradava als déus i podia ser, per tant, considerada una "guerra justa".
Per a celebrar les seves victòries militars va ampliar el temple de Jupiter Feretrius.
Pel seu respecte als déus i per la seva preocupació pels cultes, Anc Marci va rebre el sobrenom de Numa Marci, ja que la seva actuació recordava en certa manera la del rei Numa Pompili. La llegenda l'identifica amb l'apel·latiu "constructor de ponts" (pontifex), per promoure la construcció del primer pont de fusta sobre el Tíber i per la seva preocupació per consultar els déus en les seves decisions.

## Mort i successió
Com el seu avi Numa Pompili, Anc Marci va morir de mort natural després de vint-i-cinc anys de regnat el 617 aC, o de malaltia segons altres autors. El va succeir Tarquini Prisc, un etrusc que s'havia guanyat la seva confiança i havia estat llogat com a mestre dels seus fills. Els descendents d'Anc Marci van esdevenir una família patrícia important.